# Tunnel van Moha
De tunnel van Moha is een spoortunnel in Moha, een deelgemeente van Wanze. De tunnel heeft een lengte van 114 meter. De enkelsporige spoorlijn 127 gaat door deze tunnel. De tunnel ligt net voorbij de kalksteengroeve van Carmeuse, die nog voor beperkt treinverkeer op de spoorlijn 127 naar de Maasvallei zorgt.